# Massimo Paradiso
Massimo Paradiso (* 19. Oktober 1968 in Vico Equense) ist ein ehemaliger italienischer Ruderer und zweifacher Weltmeister im Doppelvierer.

## Sportliche Karriere
Paradiso belegte bei den Junioren-Weltmeisterschaften 1985 den fünften Platz im Doppelvierer, 1986 gewann er die Bronzemedaille. Bei den (inoffiziellen) U23-Weltmeisterschaften gewann er 1988 die Silbermedaille im Doppelzweier, 1989 erhielt er die Bronzemedaille im Doppelvierer und 1990 die Silbermedaille. 1990 nahm er auch an den Weltmeisterschaften in der Erwachsenenklasse teil und gewann zusammen mit Filippo Soffici, Gianluca Farina und Alessandro Corona hinter dem sowjetischen Boot und den Schweizern die Bronzemedaille. Bei den Weltmeisterschaften 1991 siegte der sowjetische Doppelvierer beim letzten Auftritt der sowjetischen Ruder-Nationalmannschaft, die Italiener mit Farina, Paradiso, Soffici und Corona erhielten die Silbermedaille vor den Niederländern. 
Nach einem Jahr Pause kehrte der 1,89 m große Paradiso 1993 in den italienischen Doppelvierer zurück. Bei den Weltmeisterschaften 1993 erhielten Corona, Farina, Rossano Galtarossa und Paradiso die Bronzemedaille hinter den Booten aus Deutschland und aus der Ukraine. 1994 in Indianapolis siegten Corona, Galtarossa, Paradiso und Alessio Sartori vor den Ukrainern und den Deutschen. Im Jahr darauf konnten die vier Italiener den Titelgewinn bei den Weltmeisterschaften in Tampere wiederholen. Bei den Olympischen Spielen in Atlanta belegten die zweifachen Weltmeister den vierten Platz mit einer halben Minute Rückstand auf die drittplatzierten Australier.